# Звуки времени
«Звуки Времени» — дебютный студийный альбом российской группы Центр Тяжести, вышедший в марте 2011 года на лейбле Irond Records.

## История
Альбом был записан в конце 2010 года на одной из Кировских студий и выпущен на компакт-диске в марте 2011 года.
Когда встал вопрос о получении альбомом официального названия, Сергей Шестаков (вокалист группы) заявил, что текст песни «Звуки времени» наиболее точно отображает суть. В результате не только песня, но и альбом стал носить это название.
Песня «Дождь и ветер» имеет простую, одновременно сложную и загадочную структуру. Начало являет собой атмосферный поток дождя, что заставляет осмотреться вокруг. Сама песня длится 4 минуты с постоянным нарастанием и громкой кульминацией в конце.
Все песни ЦТ в альбоме и на концертах звучат под гитару, бас и ударные, за исключением трека «Каждую ночь». Для записи клавиш к этой песне был приглашен Newman, музыкант группы Xe-none.
Песня «Слеза» знаменательна тем, что почти ни один концерт ЦТ не обходится без неё. Всегда и везде она звучит в завершении концерта. По традиции концовка песни поется с залом под инструментальное сопровождение группы.
В плей-лист не вошла песня «Воин судьбы». Но в планах включить её в последующий альбом.
В целом, альбом выдержан в стиле традиционного Heavy metal, с ярко выраженной лирической составляющей.

## Список композиций
| №  | Название         | Текст песни | Музыка               | Длительность |
| -- | ---------------- | ----------- | -------------------- | ------------ |
| 1. | «Дождь и ветер»  | Шестаков    | Негодяев, Чентемеров | 4:14         |
| 2. | «В сердце метал» | Шестаков    | Чентемеров           | 5:20         |
| 3. | «Капли слез»     | Шестаков    | Негодяев             | 3:33         |
| 4. | «Звуки времени»  | Шестаков    | Негодяев, Шестаков   | 4:13         |
| 5. | «Я не птица»     | Шестаков    | Негодяев             | 3:14         |
| 6. | «Свобода»        | Шестаков    | Негодяев, Чентемеров | 5:47         |
| 7. | «Каждую ночь»    | Шестаков    | Негодяев, Пушной     | 5:47         |
| 8. | «Слеза»          | Шестаков    | Негодяев             | 3:41         |

## Участники записи
- Сергей Шестаков — Вокал / Бэк-вокал
- Лев Негодяев — Ритм-гитара / Соло-гитара
- Дмитрий Пушной — Ударные
- Newman (Хе-none) — Клавиши
- Lexy Dance — Микширование / Мастеринг
- Sveta Gaintseva — обложка, оформление